# Платинаиттербий
Платинаиттербий — бинарное неорганическое соединение
платины и иттербия
с формулой YbPt,
кристаллы.

## Получение
- Сплавление стехиометрических количеств чистых веществ:

{\displaystyle {\mathsf {Pt+Yb\ {\xrightarrow {1600^{o}C}}\ PtYb}}}

## Физические свойства
Платинаиттербий образует кристаллы
ромбической сингонии,
пространственная группа P nma,
параметры ячейки a = 0,6814 нм, b = 0,4429 нм, c = 0,5480 нм, Z = 4
структура типа борида железа FeB
.
Соединение конгруэнтно плавится или образуется по перитектической реакции при температуре ≈1600 °C.
При температуре 6 К в системе происходит магнитное упорядочение.